# Anasyntormon
Anasyntormon är ett släkte av tvåvingar. Anasyntormon ingår i familjen styltflugor.
Kladogram enligt Catalogue of Life:
| Anasyntormon | \| \| Anasyntormon exceptus \| \| \| \| \| \| Anasyntormon secundus \| \| \| \| |
|              | \| \| Anasyntormon exceptus \| \| \| \| \| \| Anasyntormon secundus \| \| \| \| |
|              | Anasyntormon exceptus                                                           |
|              |                                                                                 |
|              | Anasyntormon secundus                                                           |
|              |                                                                                 |